# Francesco Carella
Francesco Carella (Manfredonia, 27 maggio 1951) è un politico italiano.

## Biografia
Laureato in medicina e chirurgia all'Università D'Annunzio di Chieti e specializzato in medicina preventiva dei lavoratori all'Università di Bari; è dirigente sanitario dell'Asl di Foggia.
È stato senatore della Repubblica per tre legislature per la Federazione dei Verdi, rimanendo in carica dal 1994 al 2006. Nella XIII Legislatura è stato anche Presidente della 12ª commissione Igiene e sanità del Senato.
Concluso il mandato parlamentare torna a lavorare come direttore del dipartimento di prevenzione dell'Asl di Foggia.